# 埃格爾堡湖

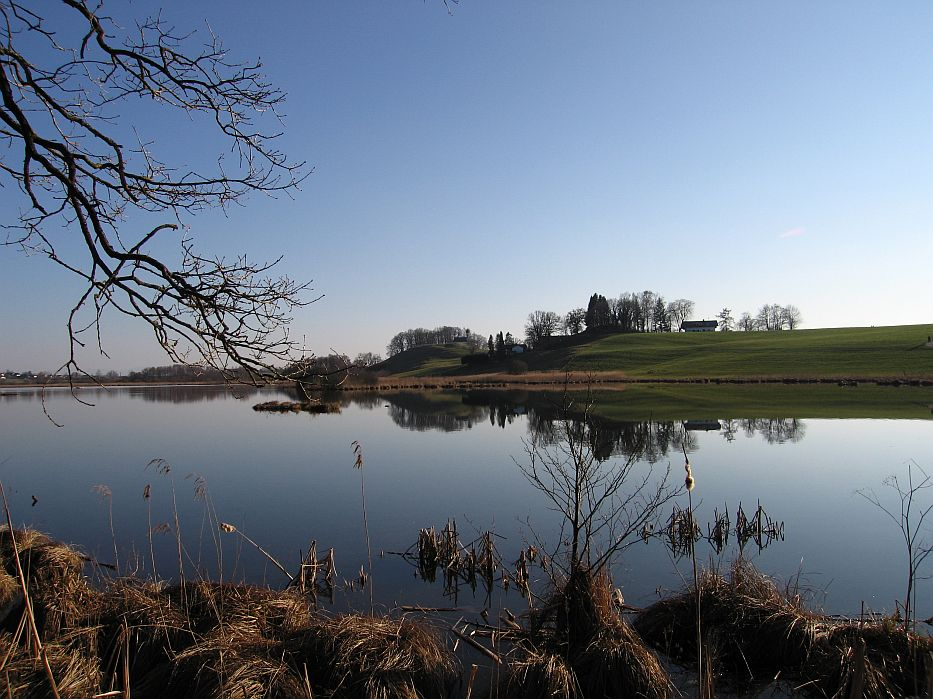

48°5′1″N 11°56′32″E / 48.08361°N 11.94222°E
埃格爾堡湖（德語：Egglburger See），是德國的湖泊，位於該國東南部，由巴伐利亞州負責管轄，處於埃伯斯貝格，長1.1公里、寬0.4公里，面積0.33平方公里，海拔高度553米，平均水深1米，最大水深1.8米，水體容量34.6萬立方米。